# Юрковка (Ореховский район)
Юрко́вка (укр. Юрківка) — село,
Юрковский сельский совет,
Ореховский район,
Запорожская область,
Украина.
Код КОАТУУ — 2323988001. Население по переписи 2001 года составляло 1775 человек.
Является административным центром Юрковского сельского совета, в который не входят другие населённые пункты.

## Географическое положение
Село Юрковка находится на левом берегу реки Конка,
выше по течению на расстоянии в 0,5 км расположено село Новопавловка,
ниже по течению на расстоянии в 4,5 км расположен посёлок Димитрово,
на противоположном берегу — село Таврическое.

## История
- XVI век — основано как поселение Червоный Аул (по другим данным Аул).
- В 1822 году имеет название Аул и входит в состав Таврической губернии[2].
- В 1865 году переименовано в село Белицкое[3].
- В 1921 году переименовано в село Юрковка.

## Экономика
- «Кристалл», ООО.
- АФ «Таврида», ООО.
- «Заря», ООО.

## Объекты социальной сферы
- Школа.

## Религия
- Храм Рождества Богородицы.

## Достопримечательности
- Заказник «Балка Норова», 70 га, место размножения многих видов диких насекомых
- Здорово!!